# Arsen Julfalakyan
Arsen Julfalakyan (n. 8 mai 1987, Leninakan, Republica Sovietică Socialistă Armeană, URSS) este un luptător ce a reprezentat Armenia, medaliat olimpic. A participat la 3 ediții ale Jocurilor Olimpice (2008, 2012, 2016) în care a câștigat o medalie de argint.